# Gneu Pompeu Magne el Jove
Gneu Pompeu Magne (en llatí: Gnaeus Pompeius Magnus), conegut per distingir-lo del seu pare com a Pompeu el Jove (79 - 45 aC), va ser un militar romà de final del període republicà. Era fill de Pompeu el Gran i de la seva tercera esposa, Múcia Tèrcia.
És conegut perquè es va enfrontar a Cèsar durant la guerra civil del 48 al 45 aC, una vegada caigut el seu pare.

## Biografia
Va acompanyar el seu pare a l'expedició contra els pirates (67 aC) quan tenia uns 22 anys. Cap al 54 aC es va casar amb Clàudia Pulcra, filla d'Api Claudi Pulcre i germana de la primera esposa de Marc Juni Brutus.
Quan va esclatar la guerra civil que va enfrontar Cèsar i Pompeu (49 aC), el seu pare el va enviar a Alexandria per obtenir vaixells i tropes, i va obtenir unes cinquanta naus, amb les quals es va aliar a la força naval pompeiana a la mar Adriàtica (48 aC) a les ordres de Marc Calpurni Bíbul, que actuava per evitar que Cèsar travessàs l'Adriàtic fins a l'Epir. Va capturar diversos vaixells de Cèsar a Òric i va atacar Lissus, sense succés.
Després de la derrota del seu pare a la batalla de Farsàlia i del seu assassinat en terres egípcies, Pompeu el Jove es va refugiar a l'illa de Corcira junt amb altres nobles romans. Va defensar la postura que, dominant el mar, la victòria final era segura, i quasi va matar Ciceró quan va recomanar sotmetre's a Cèsar.
Quan feia camí cap a Àfrica, on els pompeians s'havien fet forts, va rebre la notícia de boca del seu germà Sext de la mort del seu pare. Junt amb Sext, es va aliar a la resta de comandants pompeians supervivents al nord d'Àfrica, d'on van continuar la resistència contra Cèsar.
Després d'un temps a Àfrica, el 47 aC va anar a Hispània per recuperar aquesta regió pels pompeians, amb suport dels nombrosos clients del seu pare, i reclutar forces per reforçar Àfrica. Però no va arribar immediatament a Hispània: primer va fer un atac infructuós a Mauritània, i més tard es va apoderar d'algunes illes (que havien de ser les Balears), i no va desembarcar fins al 46 aC.
Un mica després s'hi va aliar el seu germà Sext, Tit Labiè i altres optimats que havien fugit d'Àfrica després de la batalla de Tapsos; en poc temps es va trobar a capdavant de tretze legions. Juli Cèsar va enviar a la zona el seu llegat Gai Didi, i a final de l'any hi va anar en persona. La guerra es va acabar el 45 aC amb la batalla de Munda, amb un nou triomf de Cèsar el 17 de març del 45 aC.
Pompeu va poder escapar, encara que ferit, i es va refugiar a Carteia, a la costa, d'on va sortir amb un esquadró de vint vaixells. Per manca d'aigua va haver de desembarcar i fou sorprès per Didi, que havia sortit de Gades amb una flota, i que li va destruir els vaixells del grup. Pompeu va fugir cap a l'interior, però fou atrapat prop de Lauró i executat. Li tallaren el cap i l'enviaren a Cèsar, que el va exposar a Hispalis, l'actual Sevilla.